# Tag der Republik (Türkei)

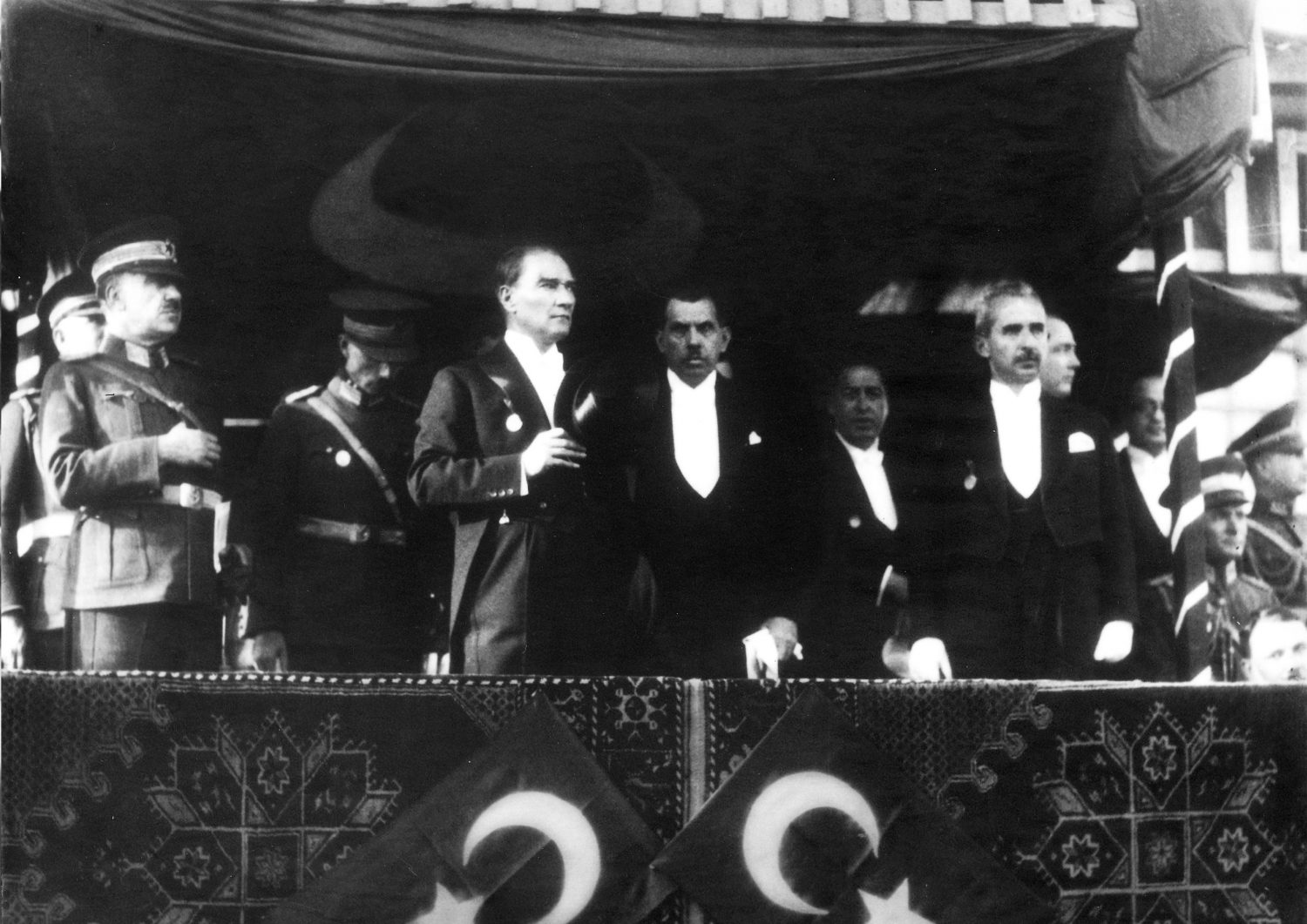
Mustafa Kemals Rede 1933 zum 10. Geburtstag der Republik Türkei; von links nach rechts: Generalstabschef Mareşal Fevzi, Präsident Gazi Mustafa Kemal (Atatürk), Sprecher der großen Nationalversammlung Kâzım Köprülü (Özalp), Ministerpräsident İsmet Pascha.

Der Tag der Republik der Türkei (türkisch Cumhuriyet Bayramı) ist der wichtigste Nationalfeiertag in der Türkei und erinnert an die Ausrufung der Republik im Jahre 1923. Er dauert 35 Stunden an und beginnt um 1 Uhr nachmittags am 28. Oktober. Auch in der Türkischen Republik Nordzypern ist er einer der wichtigsten Feiertage.
Am 29. Oktober 1923 erklärte Mustafa Kemal Pascha (Atatürk), dass die Türkei von nun an eine Republik (جمهوریت / cumhūriyet) sei.
Faktisch war die Türkei jedoch ab dem 23. April 1920 mit der Etablierung der Großen Nationalversammlung in Ankara eine Republik, doch die offizielle Anerkennung kam erst drei Jahre später. Am 29. Oktober 1923 wurde mit einem Änderungsgesetz die Republik als Staatsform festgelegt und das Amt des Präsidenten der Republik (رئيس جمهور / reʾīs-i cumhūr) eingeführt. Danach fand eine Abstimmung in der Großen Nationalversammlung statt und Mustafa Kemal Pascha wurde zum ersten Präsidenten der Republik Türkei gewählt.
Seitdem wird jedes Jahr der 29. Oktober mit Paraden, Events an Schulen und Kulturprogrammen als Tag der Republik gefeiert.